# Gnathonaroides
Gnathonaroides is een geslacht van spinnen uit de familie hangmatspinnen (Linyphiidae).

## Soorten
De volgende soorten zijn bij het geslacht ingedeeld:
- Gnathonaroides pedalis (Emerton, 1923)